# Polydora vulcanica
Polydora vulcanica är en ringmaskart som beskrevs av Radashevsky 1994. Polydora vulcanica ingår i släktet Polydora och familjen Spionidae. Inga underarter finns listade i Catalogue of Life.